# Landrecourt-Lempire
Landrecourt-Lempire is een gemeente bestaande uit de plaatsjes Landrecourt en Lempire-aux-Bois in het Franse departement Meuse (regio Grand Est) en telt 202 inwoners (2005). De gemeente maakt deel uit van het arrondissement Verdun.
De gemeente maakt sinds maart 2015 deel uit van het toen opgerichte kanton Dieue-sur-Meuse. Daarvoor was het deel van het toen opgeheven kanton Souilly.

## Geografie
De oppervlakte van Landrecourt-Lempire bedraagt 14,5 km², de bevolkingsdichtheid is 13,9 inwoners per km².
De onderstaande kaart toont de ligging van Landrecourt-Lempire met de belangrijkste infrastructuur en aangrenzende gemeenten.

## Demografie
Onderstaande figuur toont het verloop van het inwonertal (bron: INSEE-tellingen).

Ambly-sur-Meuse · Ancemont · Autrécourt-sur-Aire · Bannoncourt · Baudrémont · Beaulieu-en-Argonne · Beausite · Belrain · Bouquemont · Brizeaux · Courcelles-en-Barrois · Courouvre · Dieue-sur-Meuse · Dompcevrin · Èvres · Foucaucourt-sur-Thabas · Fresnes-au-Mont · Génicourt-sur-Meuse · Gimécourt · Heippes · Ippécourt · Julvécourt · Kœur-la-Grande · Kœur-la-Petite · Lahaymeix · Landrecourt-Lempire · Lavallée · Lavoye · Lemmes · Levoncourt · Lignières-sur-Aire · Longchamps-sur-Aire · Ménil-aux-Bois · Les Monthairons · Neuville-en-Verdunois · Nicey-sur-Aire · Nixéville-Blercourt · Nubécourt · Osches ·  Pierrefitte-sur-Aire · Pretz-en-Argonne · Rambluzin-et-Benoite-Vaux · Récourt-le-Creux · Rupt-devant-Saint-Mihiel · Rupt-en-Woëvre · Saint-André-en-Barrois · Sampigny · Senoncourt-les-Maujouy · Seuil-d'Argonne · Sommedieue · Les Souhesmes-Rampont · Souilly · Thillombois · Tilly-sur-Meuse · Les Trois-Domaines · Vadelaincourt · Ville-devant-Belrain · Villotte-sur-Aire · Villers-sur-Meuse · Ville-sur-Cousances · Waly · Woimbey
1. ↑  Populations de référence 2022.